# Nový Vestec
Nový Vestec è un comune della Repubblica Ceca facente parte del distretto di Praha-východ, in Boemia Centrale.